# Tadásana

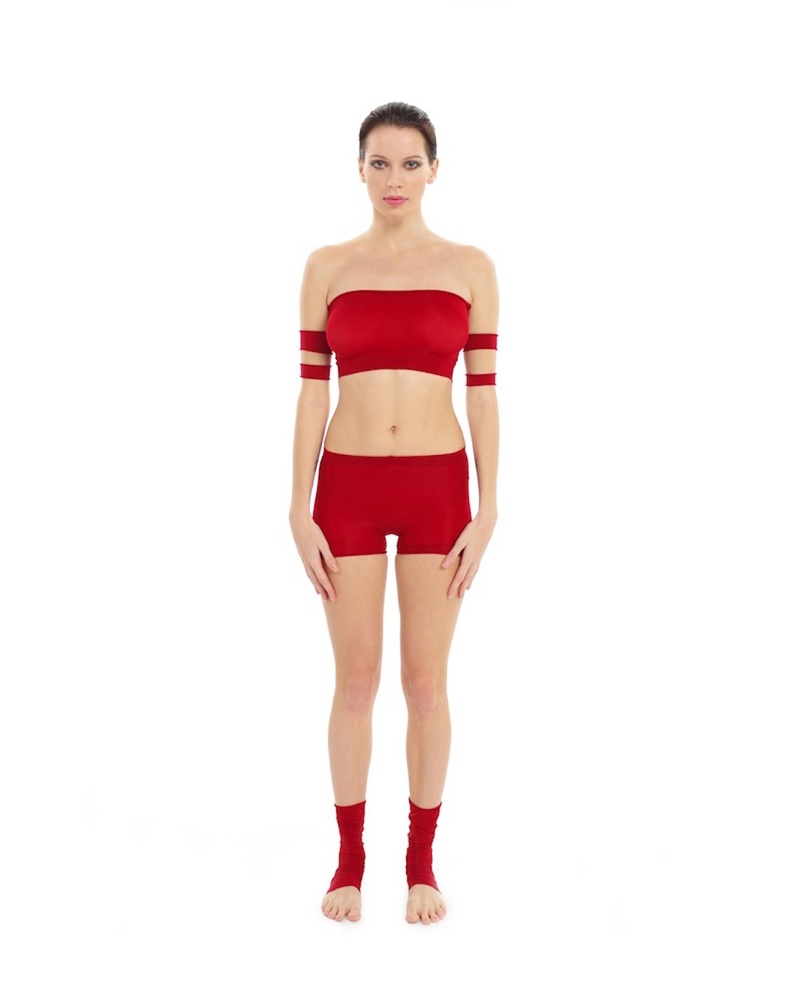
Tadásana (pozice hory)

Tadásana ((ताडासन) neboli Hora je jednou z ásan. Stejná pozice se nazývá i Samašíti (समस्थिति).

## Etymologie
Název pochází ze sanskrtského slova tadaताड (हस्त) hora a asana (आसन) posed/pozice.

## Popis
- Postavit se s chodidly u sebe, výchozí pozice je stoj spojný nebo spatný, hlava rovná stejně jako krční páteř, brada lehce dolu
- Souměrně rozložit váhu po celých plochách chodide
- Napřimit tělo směrem za hlavou, pozor na přirozené zakřivení bederní páteře